# Deep-Blueシリーズの登場人物
Deep-Blueシリーズの登場人物（ディープ・ブルーシリーズのとうじょうじんぶつ）は、工画堂スタジオ・くまさんちーむ開発のアドベンチャーゲームシリーズに登場する架空の人物について記述する。主要人物の名前は航空機が由来となっている。
声優は、メディアによって違う場合「ゲーム版 / OVA版」の順に表記。

## 主人公
ナノカ・フランカ
声 - 川澄綾子 / 名前の由来はスホーイ Su-27のNATOコード（フランカー）
『蒼い海のトリスティア』と『蒼い空のネオスフィア』の主人公。14歳。身長153cm、体重は「ひみつだよ/あっさり」、スリーサイズはB「それなり/ほんのり」W「まあまあ/まったり」H「ほどほど/はんなり」（併記は蒼い海のトリスティア/蒼い空のネオスフィア）。帝国ジュニアアカデミーの学生で、大工匠プロスペロ・フランカの孫娘。天然でお気楽能天気な性格。好物は濃い目のコーヒー。自ら飲酒はしないが酒癖は悪く、絡み酒のうえにキス魔になる。祖父の才能を受け継いでおり、若輩ゆえの経験不足は付き纏うもののこの歳で既に工房士として一流の腕前を持っている。アカデミーでは発明コンテストなどで常に優秀な成績を修め、そのセンスは祖父をも凌ぐほどであると噂されている。しかし失敗も多く、トリスティアに来てからは何度も爆発騒ぎを起こしている。手に持っているハンマーは「スプレンディッド・インパクト」と言う万能工具。狼型の元Eウェポン「スツーカ」と元戦闘用機動兵「テンザン」を供に連れている。
トリスティアでもネオスフィアでも、祖父のプロスペロ・フランカに代わってナノカが帝都からやってくる展開。どちらも呼んだズリアーニ市長やグリャマンに見た目の頼りなさや知名度の低さで失望されて追い出された後、その才能に気付いて支援してくれるレイグレットやエリンシエと出会い、彼女らの依頼を受けて荒廃した都市の再建を目指す。
『暁のアマネカと蒼い巨神』ではスツーカやテンザンと共にゲスト出演し、トアラに（違法技術の）完全錬金術を教えたり、アマネカが宇宙へ上がる為の発射台を建設したりする。『白銀のカルと蒼空の女王』では、休学して海外に出ており帝都にはおらず、本編中には一切登場しない。
アマネカ・マッハバスター
声 - 神田朱未 / 名前の由来はベル X-1 マッハバスター
『暁のアマネカと蒼い巨神』の主人公。14歳。身長150cm、体重は「ひみつだ！」スリーサイズはB「豊穣なる実り(将来的に)」W「妙なるくびれ(将来的に)」H「至高の曲線（将来的に）」。帝国ジュニアアカデミーの二年生で、休止状態だった非公認サークル（後に公認）「パシアテ文明研究会」（通称「パシ研」）を乗っ取って会長になる。年齢の割に、小学生に見えるほど小柄で幼児体型。行動力旺盛・傲岸不遜で非常に我侭な性格だが、政治戦略の天才でアカデミーで常に学年主席を取るほど成績は優秀。しかし失敗に弱く、大きな精神的ダメージを負った際には膝を抱えて幼児泣きする。秘密結社「ファイアフォックス」の次期幹部候補という裏の肩書きを持ち、いずれは世界征服という野望（ただしかなり子供っぽい）を胸に抱いている。窮地を脱するような閃きを得る際には、女性の胸を揉むという趣味兼アマネカ独自の精神統一法（自称：テイスティング）を用いる。己の野望を叶えるため、パシ研メンバーとファイアフォックスの最新鋭戦闘用機動兵「レンザン」を従えて騒動を巻き起こす。
過去についてはあまり詳しく描写されていないが、幼い頃に浮浪児だったことがあり、飢えて死に掛けていた所をジュラーブリクに拾われている。なぜか自我を持つEテク品（機動兵など）に懐かれる特殊な性質を持っており、言葉をしゃべれない彼らの思考をも理解できるため（ほぼテレパシーの領域）、まるで人に対するのと同じレベルでの細かい意思疎通が行える。最後の戦いでアマネカの正体に気付いたシェドーによると、アマネカはパシアテ文明人、そのオリジナルの血を継承しているとのこと。
『白銀のカルと蒼空の女王』ではオーギと共にゲスト出演し、主にカルとトアラの二人の雰囲気を茶化してからかう役所。
カル・ルスラン
声 - 茅原実里 / 名前の由来はアントーノフ An-124 ルスラーン
ノベル『白銀のカル Cal&Toara』と『白銀のカルと蒼空の女王』の主人公。15歳。身長168cm、体重50kg、スリーサイズはB85W59H84。帝国ジュニアアカデミーの二年生。統一戦争で滅んだ小国「ルスラン」の姫君だが、国に伝わる「ルスラン流操機術」の術者でもある。普段淡々と振舞っているために一見クールな性格っぽいが、それは人付き合いが得意ではないから黙っているだけ。本当の姿は気合と根性の人で、色々と隙が多かったりヘタレだったり熱血だったりな部分もある。親しい人間はその本当の姿を知っている。国の復興を条件に、学生でありながらも古代パシアテ文明保存管理局（通称「ライブラリ」）の実行部隊に所属する。そのため、奇人変人の多い生徒達の中でも最右翼に位置する変り種扱い。男が気後れするほどの美貌を誇る絶世の美女だが、その人付き合いの悪さから「観賞用美人」「無駄美人」などと周囲に呼ばれている。またファルツやユーネからは、容姿だけが優れていて他は凡庸と皮肉を言われ、あまりに目立ちすぎるため極秘捜査などの任務にも向いていない。色々と目立つため周囲から浮いているが、トアラやリエ（後にユーネやパシ研メンバーとも）とは親しくしている。特にトアラは勉強を教えてくれるというだけでなく事件絡みでも一緒に行動することが多く、リエにも秘密にしていることまで互いに知っている間柄。当人達は全く自覚していないが、傍から見ると二人だけの世界に入っていたり惚気と取られる発言をしていることがある。
ライブラリの任務の傍らに学生をやっているため勉強が遅れがちで、学業成績は常に落第の危機にあるほど悪い。トアラに勉強を教えてもらってかろうじて成績を維持する日々を送っており、エアナと並んでパシ研の「馬鹿の二大巨頭」と称される。成績の方は散々だが、代わりに高い戦闘能力を持つ。射撃戦は得意ではないものの、「Eスーツ」によるパワーアシストと近・中距離戦闘用のEテク仕掛けの装甲切断用大鉈「Eハチェット」を用いた格闘戦を得意とし、生身では手に余る相手の場合は国に代々受け継がれてきた有人型重機動兵「アルパー」を駆って戦う。特に機動兵の操縦に関しては卓越した才能を持っており、アルパーを自在に操って圧倒的な戦闘力を示す。
『暁のアマネカと蒼い巨神』では、初めの頃はライブラリの任務の都合でパシ研の探索を邪魔してアマネカに敵視されている。その後、カルに意趣返ししようと巡らされたアマネカの策に嵌って帝都にある拠点の一つを暴かれ、その失態を隠すことと引き換えにパシ研に強制入部させられる。その後はライブラリ側がファイアフォックスを単純に敵視してはいないという事情もあり、次第にアマネカ達と打ち解けていく。
『白銀のカルと蒼空の女王』では、海軍高官の連続殺害事件を発端にした大規模テロの解決に奔走する。その過程で護衛対象になったエリンシエや、同僚となった特殊能力者のミルスキ、事件の背後で暗躍する人型Eウェポンのガラクシアらと絡んでいく。

## 海洋都市トリスティア
フォーリィ・キャラット
声 - 大野まりな / 名前の由来はホーカー フューリー
15歳。身長165cm、体重52Kg、スリーサイズはB83W57H85。海洋都市トリスティア最大の廻船問屋「キャラット商会」の会長を勤める少女。実は先代会長に引き取られた養子で、本当は有名女優の生き別れの娘。その血を引くため容姿にとても恵まれている。性格は意地っ張りで気が強いが人は好い。また義理と人情に厚く借りは必ず返すタイプ。ちょっと不幸体質で、ナノカの実験失敗による爆発騒ぎによく巻き込まれ、またナノカの思い付きで恥ずかしい目にも合わされる。
『蒼い空のネオスフィア』では、空中王国ネオスフィアに新たな支店を出すために登場する。帝都のナノカ宅に寄った際に、彼女を気に入ったプロスペロから世界初の現代製Eテクのみで完全新造された小型Eシップ「ハイ・エレメンタリィ号」を譲り受けており、それを商船に交易を行って金を稼ぎ本格的な大型Eシップを購入しようとしている。また「ハイ・エレメンタリィ号」には隠された機能（テンザンと合体できる）があり、それが対レンザン戦の切り札となった。
レイグレット・クタニエ
声 - 幡宮かのこ
19歳（ただし後述の飲酒関連からPS2版では年齢無記載）。身長166cm、体重54Kg、スリーサイズはB「ふっふー」W「どうかしら」H「やーね」。トリスティアのリュナント神殿司祭長。ナノカの才能にいち早く気付いた人物でもある。実年齢より年上に見られることが多く、ドラマCDでは周囲に30代と思われていた。ナノカのよき保護者として、街の人間や市当局との仲裁にあたることも。神殿の修繕費を捻出するため金に厳しく、さらに大の酒好き。金のやり繰りや交渉術に長けており、司祭よりも商人や政治家の方が向いていると言われている。トリスティアの復興が成った後は、トリスティアの新市長に就任。トリスティアとネオスフィア、二つの回遊都市が最接近した記念の日、今後の両者の通商交渉などのために空中王国を訪れた。
ズリアーニ市長
声 - 植木亨 / 樫井笙人
トリスティア再興のため帝都から高名なプロスペロを招聘するが、来訪したのがナノカだったので失望し、悲嘆に暮れる。トリスティアを愛する人物ではあるが、政治能力は低い。ナノカの素質をいつまでも見抜けず、グリフェンの提言で渋々彼女を支援する。
ヴァル・ホイットリ
声 -なし- / 新垣樽助 / 名前の由来は九九式艦上爆撃機のアメリカ側コードネーム(Val)とホイットレイ
トリスティアの市長補佐官。レイグリットとは幼馴染。
アリスン・ウェストウッド
帝都で活躍するトリスティア出身の有名女優。フォーリィの生みの母親。フォーリーと別れたことを非常に後悔しており、再会後は彼女に謝罪して仲直りした。
ルーシー
声 - あかがわまき / -
港でひとりでいた所をフォーリィに保護された小さな女の子。この子の両親を探すために、ナノカは「ルーシーチョコレート」を開発してトリスティア中に頒布した。
ラファルー
声 - 友永朱音 / 名前の由来はダッソー ラファール
製造年月日不明。身長161cm、体重80Kg、スリーサイズはB79W55H81。トリスティアの海中より引き上げられた箱の中で眠っていた少女。ほとんどの記憶を失っている。人ごみを嫌い、普段はナノカの発明工房にいて現世に馴染もうと読書に勤しんでいる。一見人間にしか見えないが、その正体はトリスティアを守っていた4体のオリジナルEウェポン「Eプラント・ガーディアン」の最後の生き残りで、強大なキングドラゴンからEプラントを守護する目的で造られた先史パシアテ文明最強の兵器。12年ほど前のキングドラゴンとの戦いで大ダメージを受け、その修復のためカプセル内で眠りに付いていた。第二の目（人工衛星）によりドラゴンの感知が可能。ドラゴンとの戦いが終わりトリスティアを守る必要が無くなった現在は、どきどきおぺれーしょんで共闘した縁から帝国の元エージェントであるBBと共になんでも屋をしている。
かつては、ラープタ、ベルクトゥ、グリーペンという3体の仲間達と200年交代で600年の眠りにつきながらトリスティアを守っていた。既に3体とも失われてラファルーが最後の1体のはずだったが、グリーペンは残骸をファイアフォックスに回収され修復されていた。ラファルーは修復されたグリーペンと違い全て純粋なオリジナルボディだが、一万年もの長きに渡る年月と幾度ものキングドラゴンとの戦闘により出力・機能面で性能が低下している。そのため、本来なら勝っているはずのグリーペン相手に総合性能で若干遅れをとっている。それでもとてつもない高性能さを誇り、パワー・戦闘能力共に現代製のあらゆる兵器が足元にも及ばない。その一方で繊細な作業は苦手で、ドラマCDでは食器類を常に破損させることからスツーカに「デストロイヤー」と渾名された。
あまり表には出さないが体重が重いことを気にしている。
電子精霊ミラージュ
声 - 友永朱音/ 名前の由来はダッソー ミラージュ
どきどきおぺれーしょんより登場。トリスティアのEプラント内で発生した、電脳生命とでも言うべき意思のみの存在。現在はラファルーの中で共存している。Eプラントにアクセスしてその機能を掌握し自在に操ることができる能力を持ち、性能で劣るラファルーはミラージュの力を借りてグリーペンと戦う。

## 空中王国ネオスフィア
エリンシエ・ヤースロップ
声 - 釘宮理恵 / 名前の由来はノースロップ
11歳。身長143cm、体重「無礼である/35kg」、スリーサイズはB「まだ子供である/UNKNOWN」W「人並みである/UNKNOWN」H「育ち盛りである/UNKNOWN」（併記は蒼い空のネオスフィア/白銀のカルと蒼空の女王）。幼くして即位した空中王国「ネオスフィア」の女王。近親婚を繰り返して純血を維持してきた王族ゆえに血が濃すぎて体が弱く、それゆえに寿命も短いだろうと言われている。王国の荒廃と、それに起因する王族派と元老院派の対立にいつも心を痛めている。ネオスフィアに受け継がれてきた先史パシアテ由来の秘儀、過去の王達の知識や経験を脳内に移植して、人工的に賢王を作り出す記憶転写処置「シナプシファイアー」により作られた天才。その頭脳で幼くして国政を担い、国内はおろか帝国の海千山千の政治家とも互角以上に渡り合う。『白銀のカルと蒼空の女王』に登場するにあたり『蒼い空のネオスフィア』の元老院ルート（元老院の反乱により帝国海軍の介入を許し、女王位を禅譲して人質として帝国へとやってくるEND）をベースに、他ルートでの重要イベントを混合したものが正式設定となった。
『白銀のカルと蒼空の女王』では、帝国ジュニア・アカデミーへと留学してきた元女王として登場。彼女が帝国に連れてこられた根本原因は禁断のEテク「シナプシファイアー」の施術を受けたためだが、これは機密レベルの事情であるため、帝国への恭順の証にネオスフィアから人質に送られたという内容で関係各所には通達されている。帝都滞在の後見人はエイジ・ハンプデン。帝国に来てから髪型を変え、性格も変わっている。試験では学年首席であるアマネカと同点首位。アカデミーに来てから変貌した彼女の性格に関してはいくつもの報告例があり、引っ込み思案でおとなしい、舌禍事件は数知れずの毒舌家、大時代的な演説好きの雄弁家など、とても同一人物とは思えないものばかり。当初カルに対して行っていたわがままキャラもその一つで、このキャラの時はアカデミー内で因縁をつけて来た帝国至上主義者達をその頭脳で徹底的にやり込めていた。実はこれらは自分の置かれた政治的状況や汚染者に狙われている立場を鑑みて、それらをくらませるために意図的に行っていたことで、どれが一番効果的かを試すため様々なキャラを演じていた。
記憶転写で受け継いだ膨大な知識の中には、統一戦争中の帝国とネオスフィアで交わされた密約に関する全ての資料、かつてガラクシア王国が健在だった頃に有事の備えとしてネオスフィアに嫁いできた王族の記憶などもあり、ガラクシア王族の記憶にはEプラントが停止した際の再起動キーが含まれていた。ガラクシアがエリンシエを狙っていた理由はこの再起動キーにあり、連中に誘拐された彼女は記憶走査のEユニットでこの情報を知られてしまう。その後、奪われたキーにより可能になった帝都への「ガラクシア落とし」を防ぐため、元敵国の女王という立場でありながら帝国最高機密であるビッグEの修理と戦闘指揮を請け負う。戦いが終わった後は、表沙汰に出来ないこの事実の隠蔽処理のため一生どこかの辺境国に軟禁されるだろう運命を受け入れていたが、ウィナプスやゲーブルを始めとした関係各位の配慮で事件にエリンシエが関わった事実が消滅したため、元の学生生活へと復帰できた。
ノキ・ウェルキン
声 - 高橋美佳子 / 名前の由来はウェストランド ウェルキン
16歳。身長162cm、体重50kg、スリーサイズはB81W61H83。王国宰相・ウェルキンの娘で、サウス・タウン区長代理。父が人間、母が貴族のハーフなのだが、耳が人間と同じ形（貴族は耳が長く伸びた、いわゆる「エルフ耳」）であるため見た目には貴族であることが分からない。特技は運動。PS2移植の際に大食いの特技も追加された。王国にある大半のレストランの味や値段といった情報は網羅している。
竹を割ったような性格で、自分なりに街を活性化しようと日夜奮闘している。実は母親が王族出身者であるため、王位継承権を持っている。そのため、元老院が反乱を起こすルートでは帝国に行くことになったエリンシエより女王位を禅譲される。
ネオスフィア以降の作品には出演していないが、『白銀のカルと蒼空の女王』でのストーリーにより元老院ルートが正史とされ、現在は女王として王国を治めていると思われる。
ゲルエリンシエ
声 - 釘宮理恵
『蒼い空のネオスフィアどきどきアドベンチャー EfectiveE』に登場。エリンシエの先祖エリンシエ・ヤースロップ2世をEプラントがデータとして再現したもの。容姿は瓜二つで性格が少々悪い。標記の名前は現在の女王エリンシエ3世と区別するためナノカが勝手に命名したもので、連呼したところ当人の怒りを招いた。
アカハナ＆アオヒゲ
王家に代々伝わる護衛ユニット。冒頭では故障しており、寿命が来たとして王宮の植物園に葬られている。故障箇所がオリハルコン素子だったためネオスフィア工房士では修理不可能となっていたが、ナノカの手により修理され復活する。それ以降は常にエリンシエの側にあり、彼女が登場する作品には共に登場する。
マドラス
エリンシエの叔父。エリンシエの警護やナノカとの連絡をする。いわゆる良い人なのだが、人を見る眼はあまりない。
エストランド・ウェルキン
/ 名前の由来はウェストランド ウェルキン
平民出身の宰相で、ノキの父親。エリンシエの片腕として彼女をサポートしている。公私の区別が明確な人物で、娘のことを気に掛けながらも一区長としては他と平等に扱う。
『暁のアマネカと蒼い巨神』ではネオスフィアの要人として帝都万博を訪れ、帝都案内役のアマネカ、メイルと共に反帝国テロリストにより人質となる。
グリャマン
/ 名前の由来はグラマン
元老院議長。貴族であるためプライドだけは高い。私腹を肥やすことが得意な典型的な政治屋で、悪巧みは得意だが政治の能力は低い。ファイアフォックスルートでは、ジュラーブリクに体良く利用されて切り捨てられ、Eプラントに立てこもった彼を説得することで失墜した地位の回復を画策する。しかし、逆にジュラーブリクに今までの悪行を暴露されて政治家として完全に終わる。元老院ルートでは、劣勢を挽回すべく愚かにも反乱を起こす。本人は成功を夢想していたが、当然のように失敗して帝国がネオスフィアに介入する口実まで作ってしまった。
フランク・リード4世
/ 名前の由来はフランク・リード シリーズ
貴族の工房士。凋落著しいネオスフィア工房士組合の中ではそれなりに実力が高め。そんな自分に奢っているが、実際は大した腕前ではない。
ウーラガン
/ 名前の由来はダッソー・ブレゲー ウーラガン
ネオスフィアに姿だけ伝わる先史パシアテ文明期のゴーレムを、フランク・リード4世が劣化再現したもの。大した性能ではないので、テンザンにあっさり破壊された。後にジュラーブリクによって高性能に強化されたウーラガン改が量産される。
ハリー
/ 名前の由来はホーカー・シドレー ハリアー
ネオスフィアの工房士。工房士としてはそこそこ腕が良く、ナノカの作ったアイテムからその実力をすぐに見抜く。ジュラーブリクからもネオスフィアの工房士で唯一まともな話ができる相手と認識されている。かつては組合の筆頭工房士だったが、今ではそれを辞して元老院とは距離を置いている。ナノカの才能を見込んでおり、持てる人脈を利用して手助けしてくれることがある。

## フルクラム帝国
プロスペロ・フランカ
古代文明の遺産である超科学「Eテクノロジー」を、理論大系に基づく科学技術として現代に復活させた天才発明家。世界最高の工房士であるため、特別に大工匠と呼ばれる。戦時中は帝国の兵器開発部門ファイアフォックスに属して、帝国最強の兵器「空中機動城塞艦ビッグE」など様々な兵器を開発していた。人工超高純度オリハルコン精製研究の際の爆発事故で息子夫婦を失っており、それ以来孫のナノカに対して過保護気味になっている。闇商人のミグとは古い付き合いで、彼のお得意先であったクインキャノンの義眼「アイ・カメラ」を作ったのもプロスペロ。
スツーカ
声 - 小杉十郎太 / 名前の由来はユンカース Ju 87 シュトゥーカ
製造年月日は明かされていない。体長141cm、体重72Kg。統一戦争中にプロスペロが製作した、狼をビルドモデルにした戦地潜入工作用自律型Eウェポンの初期生産タイプ。現在は武装解除され、ナノカのサポート役となっている。背中に2本の多目的義肢があるため、物を持つことも可能。しかし、大抵の場合初対面ではオオカミではなく「犬」と認識され、自分は「狼」だと怒る。人語での会話が可能で、実質的な保護者として陽に陰にナノカをサポートする。好物はバーボンと葉巻。ナノカと必ず共にいるため、ナノカが登場する作品にはスツーカも登場する。『蒼い海のトリスティア』で一度ボディを失い、中枢制御ユニットだけがラファルーに回収されてナノカに届けられた。
頭脳部分が老朽化しており、残り寿命は少ないと自認している。また希に不具合を起こしておかしな言動を取ることがあり、その際は殴ると元に戻る。
テンザン
声 - 不明（とスタッフロールに記載） / 桐井大介 / 名前の由来は中島 B6N 天山
製造年月日は明かされていない。全高2.9m、重量3.2t（トリスティア時）。全高3.1m、重量4.2t（ネオスフィア時）。統一戦争中にプロスペロが製作した、中・軽量型の自律型戦闘用機動城塞兵（ゴーレムとも呼ばれる）。中・軽量型に分類されている機体だが、中身に発掘部品が使われていることとプロスペロの手によるカスタマイズで重機動兵クラスの突出した性能を誇る。現在は武装を殆ど解除し力仕事担当のサポート役になっているが、ナノカに危機が迫ればたちまち鬼となる。言葉は話せず音で簡易応答する機能しかないが、相手の言葉は理解している。ナノカは応答音の調子でテンザンの意思の汲み取りが可能。また同じEウェポンのスツーカやラファルーとなら会話が可能。当初は完全な地上型だったが、『蒼い海のトリスティア』でナノカに改造されて巡航形態「スティングレイ・モード」に変形できるようになり、約30分ほどの飛行が可能となった。ナノカと必ず共にいるため、ナノカが登場する作品にはテンザンも登場する。『蒼い海のトリスティア』で一度ボディを失い、中枢制御ユニットだけがラファルーに回収されてナノカに届けられた。
『蒼い空のネオスフィア』ではボディがリニューアルされて新デザインになっている（以降はこのデザインで固定）。以前追加されたスティングレイ・モードへの変形はこちらでも可能。また新機能としてフォーリィが所有する「ハイ・エレメンタリィ号」と合体し、超重量型の機動城塞兵「HI-Eテンザン」となって戦闘能力を強化することが出来る。
フェンサー
声 - 岡崎雅紘 / 名前の由来はスホーイ Su-24のNATOコード(フェンサー)
蒼い空のネオスフィアより登場。テンザン・スツーカと同じく、プロスペロが製作した鳥型のEウェポン。その機動性を活かして、帝都のプロスペロとナノカの間で情報やメッセージの伝達を行う。大きさは鷹程度だが、一応内蔵武器を搭載しておりある程度の戦闘能力も持つ。
アーサー・グリフェン
声 - 不明（声はあるがスタッフロールに記載なし） / 中村秀利
帝国で五本の指に入る大財閥「グリフェン・コンツェルン」の会長。あまりいい噂を聞かない人物。ナノカの素質を見抜き、市長を通してナノカに投資してトリスティアを復興させて、街の富を金儲けに利用しようと企んでいた。戦時中、武器商人として海軍と癒着し巨額の財を成しており、現在でも海軍とのパイプは太いまま。
『白銀のカルと蒼空の女王』では、一連の海軍高官襲撃事件で彼も狙われたため、なんらかの関わりがあるとライブラリに目を付けられていた。またクロウサー准将からも関係者として名が挙げられていた。実は、戦時中からの後ろ暗い秘密の証拠を握るガラクシアによって脅迫されており、彼女らの材料となるEマテリアル鋼などを強制的に供給させられていた。他にも財閥の新規プロジェクトとして、海軍と共同でネオスフィア王国に空中艦隊の補給港を建設するという計画を推進していたが、それは表向きの話で、ガラクシア王国の残骸（正確にはそれに含まれる赤いオリハルコン）を回収する中継基地建設プロジェクトというのが真実の姿だった。物語後半では、帝国海軍内のガラクシアに関する一連の不祥事を隠蔽するため、全ての責任を被せられて保安警察へと売られる。切羽詰ったグリフェンは、女王時代のエリンシエとの政治絡みで生まれた縁を頼ったり、ライブラリへ自分が知る限りの全ての情報提供をすることで政府に掛け合ってもらう取引を行い、なんとか潰されることを防いだ。
第一宰相
帝国の重鎮の一人。『暁のアマネカと蒼い巨神』より登場。同作品において、ウィナプスの進言を受け入れてアマネカの処分を行わず、逆に存在を隠蔽して問題なしの証明を与えて放置した。また帝国政府が、ファイアフォックスの言い分が正しい可能性もあると認識していることを示した。『白銀のカルと蒼空の女王』では、海軍高官連続殺害事件を発端にした反帝テロへの対応をウィナプスと協議する。皇帝から勅命でエリンシエの処遇を一任されており、ウィナプスに彼女の護衛に最適な人材の派遣を依頼した。
スベンスカ・クレメンツ
/ ヤクトファルク隊とも名前の由来はスベンスカ ヤクトファルク
帝国外相を務めるこの国の重鎮。大陸諸国平和条約会議の立案者で、次期宰相との呼び声も高い切れ者。帝国人も移民も異端も、全ての人間が平等に扱われる世界を造りたいという理想を持つ。ミルスキの実の父親だが、娘を遠ざけてしまった自分にはもう父親の資格が無いと考えている。しかしミルスキの事は常に案じており、資格を失った自分の代わりに娘を守ってくれる存在を欲して、特製Eウェポン「フェア・アプシエイター」を開発させた。また居場所となるヤクトファルク隊も設立した。彼の本心はフェア・アプシエイターに残留しており、それをマインド・リンクで読み取ったミルスキは確執を乗り越えることができた。
クロウサー准将
海軍高官襲撃事件にライブラリ機関が介入するのを快く思わない海軍の中で、事件解決のためにライブラリと協調して捜査を行おうとした一派の一員。一派を代表してライブラリとの連絡係になっている。戦争時は諜報活動で名を馳せていた人物だが、現在は海軍のスポークスマンをしている。ライブラリに移譲されたヤクトファルク隊に、海軍からの指令を伝えるパイプ役でもある。リーンネ家と親交があり、幼いミルスキとよく会っていた。
実は海軍内におけるガラクシアの最大の協力者。戦争中に参謀としてビッグEに搭乗し、負傷したゲーブル艦長に代わり全責任を負ってガラクシア王国の破壊を決断。主砲の発射ボタンを押したという過去がある。戦争を長引かせない（＝これ以上犠牲を増やさない）為の決断であり、この功績により英雄となって准将にまで昇進したが、これほどのことをしてまで成した戦後世界の在り様を見たとき、帝国の支配は正しいのかと苦悩するようになり、それが裏切りの原因となった。
エリンシエルートでは、協力者の海軍兵達と共にイリー・アイランドの海軍整備基地を乗っ取って蜂起。だがガラクシア落とし発動中に不用意に電波を発したため、それを誘導ビーコンと間違われて残骸を落とされ、そのまま基地と運命を共にした。
ミルスキルートでは、自分と殺された海軍将校達がガラクシアを完成させた事を語る。その際にガラクシアのオリハルコンに自分の血を混ぜ、魂（意思）を受け継がせていた。クロウサーは人間が人間に支配されてはならないという信念を持っており、帝国が造り世界に与えた今の仮初の平和が壊され、与えられるのではなく勝ち取る平和が訪れるのを望んでいた。だが人が造ったものを人が壊しても意味は無いと考え、人ではないガラクシアが壊すならばと手を貸していた。最後は、カルやミルスキ達に別の未来を託し、自らの願い「美しく歪んだ機械に殺されること」を果たして地下Eプラント内のガラクシアと共に逝った。
ゲーブル大佐
捜査で海軍将校クラブに赴いたカルに、部下の特殊部隊員との一騎討ちを持ちかけた男。クラブでは常に酔っており、女と見れば見境無く口説く。クロウサー准将に移譲される前の、ヤクトファルク隊と海軍とのパイプ役。ガラクシア王国からの移民の身元引受人もしており、彼らの素性を隠す工作を行っていた。
実は一連のガラクシア事件において、海軍内部の内偵を行っていた責任者。こちらが本業で、海軍大佐の身分の方が副業だった。海軍将校クラブに頻繁に通っていたのも内偵任務のため。クラブで殺された情報部所属の人間は、彼が紹介して潜り込ませていた。
ミルスキルートでは、事件解決後に過去を少しだけミルスキに語る。自分が戦時中のビッグE艦長であり、戦闘で負傷した自分に代わってクロウサーがガラクシア破壊の決断を下したことが、彼の人生を狂わせてしまったと気にかけていた。またクロウサーの望みを果たしてくれたことに礼を述べた。
エリンシエルートでは、地上での任務が一段落したためビッグEの艦長に復帰。ビッグE修理のため、極秘にエリンシエを伴ってネオスフィア王国へと赴く。換装予定の電算装置によって起こりうる問題を予測していたウィナプスより、あらかじめ「全てを女王に託せ」との指示を受けており、帝都を守るためエリンシエに指揮権を委譲した。その後は、事件調査委員に対してビッグE全乗組員と共にエリンシエのことを知らぬ存ぜぬで通し、受けた恩を返した。
Q
謎の黒眼鏡の男。法律で禁じられている高性能火器の製作を、プロスペロの紹介状を携えて頼みに来る。ある巨大生物を狙撃しに来たらしい。
BB
『蒼い海のトリスティアどきどきおぺれーしょん』に登場。同作品の主人公だが、コードネームのBBとしか呼ばれず名前は終ぞ不明（他のシリーズ作品でも同様）。帝国海軍のエージェント。トリスティアで唯一洗脳を逃れたラファルーと共に戦う。事件後は軍を辞めてラファルーと共になんでも屋を営んでいる。
フェアリ・ハイヤフライ
声 - 皆川純子 / 名前の由来はフェアリー ファイアフライ
自称ハタチ。身長172cm、体重56kg スリーサイズはB87W62H86。どきどきおぺれーしょんより登場。このときはコードネームのGGと呼ばれており、同僚のBBと共にトリスティアに潜入した。本格登場は『蒼い空のネオスフィア』からで、フェアリ・ハイヤフライという偽名を名乗る。帝国出身の女医との触れ込みだが、その正体は帝国海軍所属のスペシャルエージェント「グレイ・ゴースト (G・G)」で、最高位のダブルGの名を与えられている一流の工作員。ネオスフィアへは元老院とそれに手を貸すFFを探るため派遣された。工作活動している時は身体能力を強化する「Eスーツ」を装着し、その戦闘力は小型のゴーレムなら格闘で破壊できるほど。しかしそんな彼女でも、オリジナルEウェポンのグリーペンを前にしては逃げる事すら難しく、ボロボロになってナノカの所に逃げ込んできた。任務完了後は、ナノカへの挨拶もそこそこに次の任務のため速やかに帰還した。
デルタダガー
/ 名前の由来はコンベア F-102 デルタダガー
蒼い空のネオスフィアに登場。帝国のエージェント。フェアリへの命令伝達と情報伝達をしている。
ウェインフック
CTU長官。権力を握るためにゾーンダースと手を組むなど裏で様々（非合法含む）な活動を行っていた。だがアマネカに喧嘩を売ったために全てが水泡に帰し、身の破滅を迎えた。
ミグ
/ 名前の由来はMiG
帝都のブラックマーケットで、Eウェポンをはじめとする様々な違法Eテク品を専門に扱うミグ商会を構える闇商人。闇商人ミグといえばブラックマーケットでは伝説的な名前。プロスペロとは古くからの馴染みで、ナノカからはミグおじさんと呼ばれている。帝都だけでなく他の様々な都市でも活動しており、トリスティアやネオスフィアに赴いたナノカの元へも違法Eテク商品を持って時々訪れる。アマネカが利用したり、クインキャノンやカルが利用したりと地味に色々な作品で出番がある。ミスターEという名で情報屋もやっていた。グレイベル区に構えていた店が有名になりすぎたため、身の安全のためほとぼりが冷めるまでしばらく海外に身を隠すことにした。

### 暁の老人
ゾーンダース
ゾーンダース財団の長として経済界を牛耳る傍ら、反帝テロリストを支援したりもしている帝都の裏に潜む本当の「暁の老人」。先史パシアテ文明人により生み出された長命人で、その長い寿命だけでなく長期コールドスリープなどをも用い現代まで第二文明人を監視してきた。パシアテよりオリジナルEテクを継承しており、低レベルのEテクを時代時代の権力者に技術供与する事で大きな権力を築いてきた。ビッグEの兵装に使われている、電磁投射方式メガドグラノフの基本技術も元々は彼が流したもの。しかしその寿命ももう尽きようとしており、創造主（マスター）に再び会いたいという望みを果たすため、150年前から「帰還計画」を推進してきた。アープナーら反帝テロリストを支援するのも計画の一環で、支援の見返りに帰還計画の要となる航宙図「オルカレイコスの心臓」の探索をさせる為。アカデミーの秘密組織「暁の老人」とその首領だったEシンカム「ブラーン」も、オルカレイコスの心臓の収集の為に帝都中に設けた組織と設備の一つ。最後は衛星軌道上でのアマネカの攻撃に敗れ、あれほど求めたマスターが実は自分のすぐ側にいたという事実に満足して死んでいった。
シェドー
ゾーンダースが作り出した、側近でもある人間型Eウェポン。Eプラントを操れる能力を持ち、レンザンをも正面から倒す力を持つ。しかし、Eプラントガーディアンであるグリーペンには力及ばず幾度か破壊されるが、予備ボディとバックアップによりすぐに蘇ってきた。帰還計画の障害になりかねないグリーペンを排除するため、帝都地下に仕掛けた熱反応爆弾を使って罠を張る。最後はゾーンダースの恒星間航行用Eシップの航行制御装置となり、衛星軌道まで上がってきたレンザンの攻撃をステイシス・フィールドで捌き続ける。しかし、最初に通信回線を開いた際にアマネカがパシアテ人であると認識したため、彼女の「手を出すな」という命令によって攻撃ができず、ビッグEの横槍とレンザン奥の手である捨て身のファイナルEスマッシャーによって撃沈された。

### ルスラン亡命政府
アルパー
全高9.1m、重量16t。カルの髪色と同じ銀のたてがみを持つ。統一戦争中、帝国との戦いで伝説的な戦果を残し、今でも語り継がれるルスラン機動騎士団所属の超重機動兵最後の1体。自律型機動兵全盛の今では失われたコンセプトである有人型機動兵（自律意識こそ持たないが、自動モードである程度の行動は可能）で、旧時代の遺物、イカれた特攻機などと呼ばれることもある。しかし、機体性能とカルの操縦技術が相まって、よほど高性能な重機動兵でもなければ相手にならないほどの戦闘力を発揮する。操縦には王国に伝わる「ルスラン流操機術」とそれを習得できる才能が必要で、訓練したからといって誰でも動かせるわけではない。現在はライブラリの管理下に置かれており、操縦者のカルが所持する万能懐中時計を天に掲げて名を呼ぶことで、通信を受けたビッグEより射出されて空から降りてくる。戦闘用ゴーレムの中でも非常にスマートで洗練されたデザインをしており、ライブラリ整備班からこれほど美しい機体はちょっと無いと言われている。
ルスラン王国に代々受け継がれて来たオリジナルEウェポンで、かつては複数体存在し各機体ごとにマスクの造形が異なっていたらしい。装甲には、軽量なのに非常に強靭なキングドラゴンの外殻が使用されているため、華奢な見た目からは想像できないほどの堅牢さを誇る。だが目視で操縦するためコクピットには装甲が無く、胸部左右にある筒状の空間停滞フィールド発生装置「Eディフレクター」で剥き出しになった搭乗者を防御する。Eディフレクターは片方ずつ約5秒間発生可能だが、両方使い切ったらチャージ完了までしばらく発生させられなくなる。王竜の素材は装甲に用いられている外殻だけではなく、打突に用いられる腕や足の甲、腕部・脚部の大型クローにも爪や骨の加工物が使用されている。製造当時は駆動系にも竜の体組織が用いられていたが、時の流れによる腐食は免れず、現在は通常のゴーレムに使われている機械式関節の発展型に換装されている。
戦闘時は人型だが、長距離移動時には竜を模った巡航形態に変形して空を飛ぶ（ビッグEから射出されるときもこの形態）。巡航形態では、Eハチェットを端子にしたコントローラブル・ケーブルを手綱に、背に立って操縦する。この形態はあくまで長距離移動用であるため戦闘能力はない。巡航形態時の四枚の滑空翼は空間停滞力場の発生膜で出来ており、機動兵形態時には折りたたまれて肩部に収納される。一応機動兵形態でも飛行は可能だが、気球程度の機動力しかないためあまり役には立たない。
近接格闘戦を重視しており、殴る蹴るが戦い方の基本。四肢の複雑な関節機能と軽量なボディは、まるで人間さながらの動作を可能にしており、格闘技全般の動作はもとより宙返りのような曲芸じみた動きまで出来る。掌から破砕ボルトを射出する打突兵器「ペネトレイション・スピクルム」が必殺技だが、他にもサイドアーマー（巡航形態時には尻尾）は多節剣になり、左右の胸上には200発装填の30ミリ・メガドグラノフを搭載、腕部と脚部にも格闘用大型クローと多数の武装を持つ。頭部には同時に六個のターゲットを捕捉できるロックオン機能も搭載されている。
ファルツ
声 - 大塚明夫 / 名前の由来はファルツ航空機製造会社
54歳。身長180cm、体重72kg。ルスラン王家に忠誠を誓う家臣団の一人で、現在は執事のような役割を担っている。かつてはルスラン機動騎士団所属の騎士で、屈指の使い手だった。今は年齢の問題でもうアルパーを駆ることができない。カルに「ルスラン流操機術」を教えた存在で、対人戦では彼女以上に高い戦闘能力を誇る（カルの主観では、自分の五倍強いという評価）。カルと共にライブラリに所属しており、彼女のエージェントとしてのパートナーでもある。普段、人前などでは慇懃な態度を取っているが、カルや親しい者の前では下品な本性を隠さない。国の復興のため色々と動いており、カルの成績が上がらないことや、気まぐれな行動にいつも苛立っている。そのため帝国ジュニア・アカデミーに在籍してまで勉強するのは時間の無駄と考えており、どうあってもアカデミーに通いたがるカルにいつも嫌味を言う。普段は主への皮肉ばかり口にしてあまり忠実には見えないが、主のカルのためになら死ねる・非情になれるという一面があり、敵から彼女を逃がすため捨て石になろうとしたり、主を傷つけた敵をわざと苦しめて殺したこともあるほか、カルが突入した建物が爆発炎上した時は即座に殉死しようとした。
プラウラ
声 - 神田朱未 / 名前の由来はグラマン EA-6 プラウラー
19歳。身長167cm、体重47kg、スリーサイズはB84W58H88。ルスラン王国重臣の娘で、カルの幼少時から身の回りの世話をしている姉のような存在。カルのことが大好きで、彼女をかわいがるために全力を注ぐ。いずれは生まれるカルの子供にも、同様に仕えて可愛がるというのが将来の夢。抜群の美貌とスタイルを誇り、優しそうな微笑を常に浮かべているが、見た目に反して実は腹黒で倫理観にも乏しく、トアラとカルの性的行為を妄想することもままある。外見からは戦士には見えないが、実はカル以上に高い戦闘能力を持ち射撃戦の名手（カルの主観では、自分の三倍強いという評価）。だが才能がないため「ルスラン流操機術」は習得できず、アルパーを操縦することはできない。普段は家事専門だが、カルとファルツだけで戦力が足りない場合には彼女にも動員がかかる。ドグラノフに並々ならぬ思い入れがあり、頬刷りをして悦に入る性癖がある。またサド気があり、身体の一部を切り落とすなどの容赦の無い拷問を嬉々として行い、敵に対して惨たらしい結末を齎す（もたらす）。カルを守るためなら周囲の被害を考慮しないこともある。所持する大量の武器運搬用に「マローダー」という名の機動ウェポンコンテナ（自律型ゴーレムの一種）を所有しており、完全武装が必要となる際には共に行動する。
アイラ
ノベル『白銀のカル Cal&Toara』に登場。カルの使用人で、17〜18歳くらいの控え目な少女。身の回りの世話だけでなく、ミニ・メガドグラノフ（対物狙撃用小口径砲）を用いた狙撃による戦闘サポートも行う。

### パシアテ文明保存管理局（通称「ライブラリ」）
オルター・ウィナプス
声 - 山本兼平
71歳。身長172cm、体重55kg。フルクラム帝国勲四等男爵、元合同参謀本部情報部長、帝国軍予備役少将、外務省常任次官兼パシアテ文明保存管理局副局長と多数の肩書きを持つ切れ者。46年前に弁護士資格を習得しており、少しの間弁護士活動をしていたこともある。皇帝エグザシオの懐刀とも言われている。副局長という肩書きだが、皇帝陛下直属のこの組織は局長＝皇帝となるため、組織運営を行うウィナプスが実質的なトップとなる。カルは厳格な祖父を思わせるこの老人のことを非常に苦手としており、とにかく頭が上がらない。カルにはいつも厳しいことばかり言って容赦なく任務を命じるが、それでも大事にはしている。トアラが帝国に来て以来、彼のことも色々と気に掛け便宜を図っている。実は次世代を担う若者達に大きな期待を寄せており、彼らが自分達の信じる正義の元に平和な世界を築き上げるのを願っている。
『白銀のカルと蒼空の女王』では、ネオスフィアからの移民女性ミセス・オナリが起こした殺人事件の裁判で、学生弁護人として法廷に立ったトアラにプロの弁護士の立場から直接知恵と力を貸し、誘拐されたカル達の捜索にトアラが同行を申し出た時にも特別に許可を出した。エリンシエルートでは、自分の要請でエリンシエがビッグEの指揮を執ったことで、帝国における彼女の立場がさらに悪い方向へと追い込まれることを理解しており、それを防ぐためこの事件に関する全ての公式関係資料から彼女の名前を削除していた。
ベル
/ 名前の由来はベル・エアクラフト
ウィナプスの秘書官。作中では滅多に名前で呼ばれることがない。秘書として上司のあらゆるサポートを行い、その中にはビッグEオペレーターとしての仕事も含まれる。
クインキャノン
声 - 山本兼平の二役と思われるがスタッフロールに記載なし
ライブラリのベテラン捜査官。優秀だが完璧主義者で、捜査情報は確証を掴むまで同僚はおろか上にも中々報告してこない。危険な任務でパートナーを守る余裕はないからと、単独行動を身上としている。戦時中に頭部と両腕に瀕死の重傷を負い、その後遺症で軽い記憶障害を患っているため人名や電話番号を覚えるのが苦手。そのためメモ魔となっており、手帳にはびっしりと情報が書き込まれている。また失った両腕はライブラリ専用の高度Eテクによる神経接続型特殊義手となっている。右目も、プロスペロ製の視神経と直結して考えただけで撮影できる、アイ・カメラという高性能写真機を仕込んだ特別製の義眼。カルとはほとんど面識がなく、彼女を捜査官としては半人前以下の子供扱いするが、こと汚染者との戦闘に関してだけはその力を認めていた。海軍高官の連続殺害事件の捜査中、完成したガラクシアによって狩られ、首を捻じ切られて殺された。その際に、狩りに勝利した証として頭部を持ち去られた。
ミルスキ・リーンネ
声 - 福井裕佳梨 / 名前の由来はVL ミルスキ
14歳。身長153センチ、体重40キロ、スリーサイズはB75W56H80。海軍からライブラリ機関に転属になった、パーセプターで構成される特殊部隊「ヤクトファルク隊」の隊長。好物は甘い物。海軍所属時の階級は大尉で、10歳の頃にヤクトファルク隊に配属されている。パーセプターでは非常に珍しい女性体であるため、全部隊員の中で一人だけ能力の強さが突出している。常に所持している拳骨杖は、特製Eウェポン「フェア・アプシエイター」で、自律型Eユニットのため自分の意思を持つ。持ち主を守るため自動で防御フィールドを展開したり、能力コントロールをサポートするのがこの杖の役目。彼女のプラズマ・カノンは、杖のサポートで指向性を与えて更に威力を向上させているため、他の隊員のようなエネルギー塊とは違い、ほとんどビーム状に見える。
パーセプターだった母親から形質を受け継いだ。帝国の名門貴族リーンネ家の令嬢だが、今の父親は義父で実の父親はスベンスカ・クレメンツ。リーンネ家とクロウサー准将には親交があり、幼い頃良く遊んでもらっていたため面識がある。部隊はマインド・リンクで各員の意思を交わしあい、戦闘中は終始無言にもかかわらず一糸乱れぬ統率力を持って敵を殲滅するが、ミルスキは過去の出来事による精神的な問題からマインド・リンクを閉ざしているため、通常時には会話による指示を出す。戦闘時等どうしても必要な時は、マインド・リンク能力を増幅する新型デバイスを用いて行う。色々と気を張っているため言動や態度が刺々しいが、本来は優しくて素直で少々迂闊なドジっ子気質の持ち主。社会から差別されるパーセプターの地位向上と、正しい認識の啓蒙が目標。彼女だけのジンクスとして、食事による能力増幅というものがある。カレーはマインド・リンク、プリンはプラズマ・カノン、チャーハンは総合的な力といった具合に、料理の種類と能力増幅が結びついている。そのため、これから何かあるという時は対象の料理を大量に食べる。
エリンシエのルートでは殆ど何も語られないが、ミルスキのルートではクロウサー准将の裏切りと彼の抱えていた苦悩を知る。戦いが終わった後は、父スベンスカの本心を知ったことで仲直りし、無意識的に閉ざしていたマインド・リンク能力を取り戻した。そして事件の最後の幕を引くべく東の丘へ赴き、そこで農業を行っていたガラクシア最後の生き残りと会話を交わした。

## 帝国ジュニア・アカデミー
アカデミー学長
元海軍高官で、今でもかつてのコネは生きている。才能ある生徒が何を成すのかを見届けるのが楽しみで、生徒達がよく起こすトラブルも全く意に介さない。アマネカによるゾーンダースを討つための無謀な提案にも許可を出し、それどころか様々な便宜まで図った。
ネネ・ハンプデン
声 - 野川さくら / 名前の由来はハンドレページ・ハンプデン
12歳。身長148cm、体重は「失礼な！/秘密です！」、スリーサイズはB「これからです/まだまだです」W「ひかえめ/ささやかです」H「ちょうど/ぴったりです」（併記は蒼い海のトリスティア/蒼い空のネオスフィア）。ナノカを非常に強く慕う百合少女。特技は料理。ナノカの同級生で、彼女に執着するあまり行く先々で後を追いかけて来る。帝都で五本の指に入る大富豪ハンプデン家の娘で、その資金力でナノカをサポートする。彼女自身、ハンプデン家の事業にある程度関われる許可を得ているため、行く先々で帝都風の高級レストラン（もしくはホテル）のチェーン店「ハンプデンズ」を開業する。『蒼い空のネオスフィア』ではナノカを通じてエリンシエと出会い、ハンプデン家の財力で彼女を手助けすることを約束する。
パナビア・トーネード
声 - 千葉紗子 / 名前の由来はPANAVIA トーネードIDS
※当初はゲーム本編には登場せず、『蒼い海のトリスティア』のOVAとコミック版にのみ登場したキャラ。PS2版『蒼い空のネオスフィア』で追加キャラクターとして、『蒼い空のネオスフィア』のファンディスク『蒼い空のネオスフィアどきどきアドベンチャー EfectiveE』でメインキャラクターとして登場。
17歳。身長163cm、体重49kg、スリーサイズはB80W60H82。帝国ジュニア・アカデミーで、史上最強の生徒会長と呼ばれたナノカの先輩。手に持っているのは「エンチャンテッド・ジーニアス」という名の万能工具。何事も諦めないド根性と努力の人だが、ちょっとばかり運が悪い不幸体質でもある。工房士の発明コンテストなどで、ナノカに敗れて常に2番の成績に甘んじ続けていたため、彼女のことを一方的にライバル視して目の敵にしている。自作の機動城塞兵「フッケバイン」を従え、テンザンに勝負を挑む。普段は秀才とまで呼ばれる一流の工房士なのだが、ナノカ絡みの仕事になるといつも暴走気味になり、その結果酷い目に遭う。PS2版では、ウェルキンの依頼で祭のイベントを仕切るべくフッケバインMk-IIIと共に一時期ネオスフィアへとやってくる。ファンディスクでは元老院に雇われてネオスフィアを訪れるが、ナノカと色違いの制服であり巨大工具を持参しているなど類似点が多いことから「2Pカラー」呼ばわりされた。
フッケバイン
/ 名前の由来はフォッケウルフ Ta-183 フッケバイン
0歳（製造されたばかり）。全高3.2m、体重4.8t。パナビア製自律型ゴーレムで、常に彼女とセットで登場する。この機体は出るたびに壊されて作り直されており、そのたびにフッケバインMk-IIIといった具合に機体番号が更新される。以前の機体からのノウハウ蓄積と中枢制御ユニットを受け継いでいることで完成度は高まっている。中枢制御ユニットには一般で手に入る中では最高クラスのオリハルコンを使用しているが、まだ初期刷り込みの情操教育段階なため、知能レベルはBマイナー（明確な自我意識を持たないレベル）と判定されている。両腕には格闘戦用の大型ブレードを装備し、両膝には40ミリ・メガドグラノフを搭載。接近戦がメインだが、中距離戦闘にも対応できるよう作られている。OVAでは最終的にテンザンに敗れて大破するも後日ナノカの手で修復されたが、ナノカのうっかり（ボルトの締め忘れ）によりパナビアを巻き込んで爆散した。『蒼い空のネオスフィアどきどきアドベンチャー EfectiveE』では三代目が登場し、ジュラーブリクによって追加装備が与えられて強化されるが最後には暴走、パナビアを跳ね飛ばして臨死体験レベルの重体に追い込んだ。
ユーネ・グロースタ
声 - 宮崎羽衣 / 名前の由来はグロスター・エアクラフト
15歳。身長159cm、体重46kg、スリーサイズはB78W59H87。ノベル『白銀のカル Cal&Toara』より登場。帝国ジュニアアカデミー第二学年の学年委員長を務める。成績は中の上くらい。同じクラスのカルが落第すれば、将来生徒会長を目指している自分の評価にも響くからといつも絡んでくるが、実際は世話好きで人が好いだけのツンデレ。怒れるユーネ・グロースタと渾名され、一年の頃からいつも何かに憤っていて口が悪く皮肉っぽいが、それでもなぜか人に嫌われない雰囲気を持つ。なんだかんだでトアラやリエとも絡むことが多く、次第にカルの友人の一人となっていった。身も心も徹底的に庶民で、金持ち相手や金の掛かった高級空間では、緊張のあまりしどろもどろになる。『白銀のカルと蒼空の女王』では、休学中のリエにカルの面倒を見てくれと頼まれている。

### パシアテ文明研究会
オーギ・カットラス
声 - 大塚明夫 / 名前の由来はチャンス・ヴォート F7U カットラス
自称20歳。身長197cm、体重103kg。帝国ジュニアアカデミーの二年生。公称年齢はハタチだが、言動や容貌からどうみても年齢詐称している。元は帝国海軍の特殊部隊に所属しており、最優秀の兵士の一人として英雄的な経歴を持つが、第二の人生として山の手の勤め人になり平穏無事な生活を送りたいとアカデミーに入学した。穏やかで思慮深い性格をしているが、その強靭な肉体は機動兵とも正面切って戦えるほどで、強面さも手伝って学生達から怖い人だと微妙に誤解されている。グリーペンが極秘に調べた人物調書によるとその年齢は意外と若いらしく、40代だと思っていたアマネカを驚かせた。
リエ・メインステイ
声 - 日髙のり子 / 名前の由来はベリエフ A-50のNATOコード(メインステイ)
15歳。身長161cm、体重45kg、スリーサイズはB78W58H80。帝国ジュニアアカデミーの二年生。マルチセンサー機能のついたレーダー帽を被り、モノクル（片眼鏡）を掛けている。トアラの留学に際して下宿先を用意した、ドーリン・ストリートにある帝都の豪商「メインステイ商会」の一人娘。カルとトアラの友人で、遠縁のトアラのことは弟のように思っている。カルにとっては最初に出来た友人。面白そうなことが大好きで、人をからかうのが好き。色々と目立つカルと友人になったのもそれがきっかけ。当初はアカデミーでサークル活動をするつもりは全く無かったが、アマネカのことを気に入りパシ研に入部する。入部後はパシ研代表として生徒会に入り、学校側との連絡役や積極的な広報活動も行うようになる。『白銀のカルと蒼空の女王』では長期家族旅行のため休学中。
メイル・シーガル
声 - 落合祐里香 / 名前の由来はカーチス・ライト SOC シーガル
11歳。身長144cm、体重38kg、スリーサイズはB「そんな…」W「わかりません…」H「はずかしいです…」。帝国ジュニアアカデミーの一年生。孤児院出身。元は吹奏楽部の部員だったが、パシ研と暁の老人との学内抗争に巻き込まれた吹奏楽部が活動を休止したことがきっかけで、パシ研に入部する。恥かしがりやの無垢で内気な性格だが、なぜだかオーギのことを強く慕っている。アマネカの大のお気に入りで、何かにつけてかわいがられている。
トアラ・ラボアキン
声 - 友永朱音 / 名前の由来はラーヴォチュキン設計局
13歳。身長149cm、体重41kg。帝国ジュニアアカデミーの二年生。誇れるものは先史パシアテから続く由緒正しい血筋だけという、大陸辺境に存在する貧乏小国「ラボアキン王国」の王弟。王位継承権は第三位で、国王の兄とは腹違いの兄弟。帝都で開催される式典に兄の名代として出席すると共に、衰退著しい祖国を救うという大志を抱いて、帝国の進んだEテクノロジーを学ぶべく留学してきた。成績の悪いカルの家庭教師的立場になっているが、事件に巻き込まれて彼女と一緒に行動することも多い。物腰が柔らかく、品の良さが感じられる所作を自然に出来る少年で、エリンシエからはナチュラルに婦人を口説く手管を身に着けている女殺しと言われている。
普段はのほほんとしているが、アカデミーでの成績は学年トップクラスと優秀で、特に急場では頭の回転が冴え渡り冷静かつ大胆になる。天才とは（自身を含め）特殊な存在であると考えるアマネカに言わせると、物事を理路整然と考える才能があるが、天才ではなくとても頭のいい普通人。だがウィナプスやエリンシエといった他の者達からは、将来有望な才能の持ち主であると買われている。アカデミー内でも名前が知られるようになってきているが、それは誰も知らないような小国の王族という肩書きによるものではなく、あのカル・ルスランに一番近い男子という点で周囲から注目されている。本人達は全く自覚していないが、傍から見れば惚れているのは間違いなく、二人の世界に突入すると周囲からは「ヒートウェーブ警報発令」だの「影のベストカップル」だのと言われる。
『暁のアマネカと蒼い巨神』では、パシ研に入ったことで現代Eテクの粋を尽くしたレンザンの整備を初めとして、ジュラーブリクの講義や完全錬金術などの違法レベルのEテクまでも学ぶ機会に恵まれる。『白銀のカルと蒼空の女王』では、事件解決に知恵を貸したり試験を前に窮地に陥るカルを支えるといった従来の立ち位置に加え、エリンシエに気に入られて連れ回されたことでカルの相手があまり出来なくなり、彼女の嫉妬を引き出す。
エアナ・コメート
声 - 幡宮かのこ / 名前の由来はベル P-59 エアラコメット
16歳。身長164cm、体重52kg、スリーサイズはB86W60H87。帝国ジュニアアカデミーの三年生。偉大な考古学者バルター・コメートの曾孫。カルほどではないが、彼女もかなり恵まれた容姿を持っている。性格は、かなりの能天気さでお馬鹿で明るく、大雑把で細かいことは気にしない。テストの結果がいつも悪く、カルと並んでパシ研の「馬鹿の二大巨頭」と称される。勉強は苦手だが、遺跡探索などのパシアテ文明考古学の分野とサバイバルに掛けてはプロ級。アマネカが現れる以前の旧パシアテ文明研究会との勝負に勝利し、「元祖」パシアテ探検会と名乗っていた。だが、暁の老人とアマネカの学内抗争に巻き込まれてサークルが休止状態となったことで、パシアテ文明研究会に入部する。
フツー
声 - 内野一 / 名前の由来は三菱 F-2支援戦闘機
17歳。身長160cm、体重47kg。リエの紹介で入部したパシ研最初の部員で、パシ研唯一の普通人。特徴がないのが特徴で、いつも気の抜けた笑顔の人。普通であるがゆえにか、アマネカの言う無茶に常識的なツッコミを入れる役回りとなっている。
なお「フツー」は渾名で、本名については最後まで不明。
ズイウン
/ 名前の由来は愛知 E16A 瑞雲
製造年月日不明。全高2.8m、重量4.2t。中軽量型の戦闘用機動兵。戦時中に実験機として僅かに作られたズイウン型と呼ばれる戦闘用機動兵で、この機体の実験データを元にテンザン型の機動兵が製作された。実験中の事故によりEプラント内で行方不明になっていたため今まで現存できていた骨董品で、ジュラーブリクでさえ現物を見たことが無かったほどのかなりのレア物。パシ研が行っていた遺跡探索の際に発見され、レンザンにより捕獲（破壊）された後に修復されパシ研の所有物となった。パワー重視の格闘戦仕様に加え、先史パシアテの発掘部品が多用されているために、旧式でありながらもそこらの中軽量級戦闘ゴーレムよりも遥かに高性能。
ミズモ
/ 名前の由来は愛知 E16A 瑞雲(訓読み)
製造年月日不明。全高1.7m、重量1.6t。中軽量型の水陸両用機動兵。元々はCTUが所有する戦闘用機動兵だったが、パシ研との戦闘の末に捕獲（破壊）。その後、修復とデータ書き換えによりパシ研の所有物になった。地味な存在で普段は荷物運搬などを担当しているが、水中行動も行えるので海にあるEプラント探索の際には活躍する。
ソードフィッシュ
/ 名前の由来はフェアリー ソードフィッシュ
製造年月日不明。全高2.3m、重量0.8t。軽量型の空中偵察用機動兵。元々はCTUが所有する戦闘用機動兵だったが、パシ研との戦闘の末に捕獲（破壊）。その後、修復とデータ書き換えによりパシ研の所有物になった。小型軽量ゆえにそのパワーは低く、ぎりぎりメイルが搭乗可能な程度の積載能力しか持たない。だが、代わりに機動力が飛び抜けて高く、高高度からの偵察任務などでパシ研に貢献する。
ブラーン
/ 名前の由来はツポレフ ブラン
留学生の支援組織として、長年アカデミーで裏の権力を誇ってきた学内非公認サークル「暁の老人」の元首領。その正体はパシアテ文明直系のEテクによって作られたEシンカムで、本当の「暁の老人」であるゾーンダースによって「オルカレイコスの心臓」探索のため配置されていた。高い演算能力だけでなくゴマすりまで行う、やけに人間臭い人工意識を宿している。パシ研に破れ一度壊されるが、トアラの手により修復されアマネカに忠誠を誓う。帝都全域のEプラントとリンクした広大な探索網を持っており、パシ研のため合法非合法を問わず情報収集を行っている。

## 秘密結社ファイアフォックス
ジュラーブリク
声 - 岡崎雅紘 / 名前の由来はスホーイ Su-27 ジュラーブリク
自称30代。身長181cm、体重73kg。戦時に軍の兵器開発部門でプロスペロの下にいたEテクノロジー工房士。ナノカの兄弟子に当たる。表向きはグリャマンに雇われたことになっているが、実は秘密結社ファイアフォックスの幹部であり、ネオスフィアに来たのもかの地に眠るパシアテ文明期のEプラントを手に入れるため。グリャマンなどは、単にネオスフィアで行動しやすくするために利用しているだけに過ぎない。工房士として一流の腕前と豊富な経験を持っており、プロスペロ流工房術の正統後継者を名乗りナノカの前に立ちはだかることになる。アマネカが考えるに、こと機動兵絡みに関してなら大工匠プロスペロにも迫るほどの天才。誰が書いた物か知らされないままジュラーブリクの設計図を見たスツーカも、ナノカに迫る天才様だとの感想を述べている。
『暁のアマネカと蒼い巨神』で、アマネカの保護者でもあることが語られた。ネオスフィアで開発した重機動兵レンザンを、さらに小型改良してアマネカに付けたのも彼。任務の傍ら、時折アマネカの様子を見るために帝国ジュニアアカデミーを訪れる。最後の戦いでは、回収していたバックファイアのパーツとEスマッシャーコアを組み合わせた増設パーツで、レンザンを宇宙仕様に改造した。
プファイル
声 - 小杉十郎太 / 名前の由来はドルニエ Do335 プファイル
ジュラーブリクに付き従う、スツーカと同タイプの狼型Eウェポン。世代が新しい分、スツーカよりも高い戦闘能力を持つ。
グリーペン
声 - 友永朱音 / 名前の由来はサーブ 39 グリペン
ラファルーと同じく、かつて200年交代でトリスティアを守っていた最強のオリジナルEウェポン「Eプラント・ガーディアン」の失われたはずの1体。基本的な事柄を除く記憶の多くを失っており、現在はファイアフォックスの一員として、ジュラーブリクと共にネオスフィアに来ている。800年前に一度キングドラゴンに破壊されているため、ボディの多くを現代製Eテクによるパーツで補っており、オリジナルボディだった頃に比べると若干性能が低下している。しかし機能の再現性は高く、今のラファルーでは使えない飛行機能や衝撃波などが使用可能。結果として、ガタが来ているラファルーを総合性能で若干上回っている。ネオスフィアでの戦いではラファルーを押したが、ミラージュの力を借りた反撃により引き分け、Hi-Eテンザンに敗れたレンザンより中枢制御ユニットを回収して去っていった。
第二文明人のことは基本的に見下しているが、同僚のジュラーブリクには対等に、パシアテの正統後継者と見做しているアマネカに対しては時に姉のように母親のように過保護に接する。アマネカと出会えたことの奇跡を何よりも大事にしている。「暁の老人」との戦いではアマネカの手に余るシェドーの相手をしていた。だが倒せない障害であるグリーペンを封じるため、シェドーはEプラント地下に仕掛けた熱爆弾の罠にアマネカ達ごと彼女を誘いこむ。既に起動していた爆弾からアマネカを守るため、グリーペンはこうした事態を想定して用意されていた効果半径最小にまで絞り込まれたパシ研製熱爆弾を抱え、自身の防御フィールドとオートリペアー機能に望みを賭けてEプラントに潜行。特別製熱爆弾を起爆して地下の爆弾を消滅させたが、代わりに爆心地で瞬間温度6000度の熱放射に晒された彼女は行方不明となった。
レンザン
声 - 不明 / 名前の由来は中島 G8N 試製連山
0歳。全高3.1m、重量3.7t（データは暁のアマネカ時の中軽量型）。ネオスフィアでジュラーブリクが作り上げた自律型戦闘用機動城塞兵。『蒼い空のネオスフィア』に登場した時は初期型のプロトタイプであったため、全高10mクラスの超重量型だった。ジュラーブリクの方針によりボディは二号機も作られており、たとえ破壊されても中枢制御ユニットさえ無事なら問題ない。そのため、Hi-Eテンザンに敗れた一号機に代わり二号機が組織に持ち帰られた。中枢制御ユニットは、元老院より提供された超高純度オリハルコンをジュラーブリク自らの手でエッチングしたものを用いており、高度な自我を持っている。世界初の実用光学兵器搭載型の機動兵であり、それ以外にも胸部にネオスフィア工房士組合が戦時に生み出した秘密兵器「Eスマッシャー」が内蔵されている。非常に高い性能を誇っており、素の状態のテンザンではレンザンに勝ち目は無かった。
『暁のアマネカと蒼い巨神』ではアマネカの個人所有ということになっているが、実際はファイアフォックスが次期幹部候補である彼女の護衛のために遣している。機体の方は、プロトタイプ・レンザンの稼動データを元に徹底的なダウンサイジングが図られた完成型で、本来は10mクラスのボディが必要になるところを中軽量型のボディに収めることに成功している。そのため、重機動兵の性能を持つ中軽量型機動兵という破格の高性能さを誇る。だが、ダウンサイジングの影響と機体の熟成不足のために不具合が多く、普段は肝心な時に不調であまり役に立たないという微妙なポンコツさを醸している。ただし絶好調の際には攻防共に神掛かった能力を発揮する。物質転換炉を2基搭載していることから来る過剰なまでの大パワーと、プロトタイプと同じく胸部に内蔵されたEスマッシャーが主武装で、その戦闘能力は世界でも有数の代物。オーキス状の巨大な増設パーツ「Eスマッシャーブースター」に組み込まれることにより宇宙空間でも戦え、宇宙へ旅立つために帝都を巻き込もうとしたゾーンダースとの最終決戦では、アマネカをパイロットに衛星軌道上で激戦を繰り広げた。その戦いにおいて、推進装置の増設パーツを砲身とし通常Eスマッシャーの16倍のエネルギー出力を得る捨て身の攻撃「ファイナルEスマッシャー」でゾーンダースを倒すが、そのままコクピットと共に地表に向け落下。もう助からないかと思われたが、ビッグEによって減速させられ、カルのアルパーによって受け止められてことなきを得た。その後、戦闘の証拠を消すため頭部を残してボディは海に廃棄されたためほとぼりが醒めてジュラーブリクが新しいボディを作るまで身動き不能に。

## その他
グルメバラ・ニューザン
美食評論家。ネネの店「ハンプデンズ」の料理を徹底的にこき下ろし、一時は経営危機に陥らせた。その後、ナノカが考案したイカスミのブラックカレー「トリスティア・カレー」を高く評価したため、「ハンプデンズ」の名声は帝都まで轟いた。
PS2版ネオスフィアでは大食いコンテストに出場するが、出てきた料理の味にケチを付けて早々に退場して失格した。
ハッピーフィッシュ
言葉をしゃべる虹色の魚。初出は蒼い海のトリスティア。トリスティアに登場した個体は自発的な会話をしているが、それ以外はオウムのように教えた言葉を繰り返すのみである。
言葉を教えておけばメモ帳代わりにもなるため、クインキャノンの飼っていたハッピーフィッシュは捜査の手掛かりになった。食用魚としても美味。
ドラゴン族
巨大な体躯と強靭な生命力を持ち、超高温の炎を吐く長命生物種。かつて1万年前のパシアテ文明で駆逐されていたため、その遺産を激しく憎悪している。中でも王族型の「キングドラゴン」と呼ばれる種は、最強生物の名に恥じない強大な力を持つ。11〜12年前にもキングドラゴンがトリスティアを襲撃してラファルーと激戦を繰り広げた後に倒されており、その戦いによるEプラントへのダメージがトリスティアの航行機能を停止させ、都市衰退の原因となった。その時の遺体は白骨化しており、記念碑として残されている。街の復興が成った際にも、ナノカが作り出した人工超高純度オリハルコンの波長に引き寄せられたキングドラゴンに率いられて複数体のドラゴンが姿を現す。戦いにおいてラファルーに致命傷を与えられたキングドラゴンは、最後の捨て身の特攻をトリスティアに敢行するが、ラファルーと共にスツーカとテンザンが盾となって突撃して阻止された。
アキーラ・ストーンフィールド
声 - 石田彰 / 名前の由来はキャストの石田彰
一攫千金を夢見てナノカに弟子入りした青年。「ナノカ・スツーカのラジオトリスティア」が放送されていた「石田彰・岸祐二の五番街で逢いましょう」からの特別出演でラジオ・ラジオドラマのみに登場。
バックファイア
/ 名前の由来はツポレフ Tu-22M(バックファイア)
ネオスフィアでHi-Eテンザンに破壊されたプロトタイプ・レンザン1号機の残骸より生み出された、帝国製のEスマッシャー搭載型重機動兵で、性能テストの為の実験機。火器管制や動力制御などを人間が行うという有人型であるため、3人乗りのコクピットが存在する。帝国にEスマッシャー技術を渡せないファイアフォックスにより破壊作戦が進行中だったが、作戦実行前に反帝国テロリストであるアープナーに横から奪われる。その後帝都での破壊活動に用いられ、ファイアフォックスの命を受けたアマネカにより一度は破壊される。しかしゾーンダーズの手で予備機が作られており、幾度かアマネカ達の前に立ちはだかった。最終的に、残骸と残された予備パーツは全てジュラーブリクに回収され、テンザンの増設パーツ「Eスマッシャーブースター」とそのコクピットの材料に用いられた。
アープナー
反帝国テロリスト。暁の老人の支援を受けており、幾度もアマネカ達の前に立ちはだかる。
ガラクシア
声 - 今井麻美 / 計画名とも名前の由来はガラクシア計画
身長160cm、体重190kg（MAX時）、製造年月日は不明。「ガラクシア・システム」が正式名称。「帝都争乱事件」において、頻発する一連のテロを裏から操る黒幕。ガラクシア王国の決戦兵器として開発され、国と同じ名を冠されている。人格は残忍で、狩りと称して殺したクインキャノンの首を戯れに奪った。ライブラリでは正体不明の彼女のことを当初「ペケ子」という通称で呼んでいた。自分達で計画立案し、自分達だけでメンテナンスと兵器生産を行い、さらに計画推進の為に必要な根回しまで行うという恐るべき兵器で、その目的は「ガラクシア計画」を推進して帝国への復讐を成すこと。計画の推進にあたり、まず手始めに移民者を中心とした反帝国広域テロネットワークを構築。準備が整うまでの手駒を作り、海軍内に協力者も作り出していた。また自分達で帝都地下の未探索Eプラントに手を加えて、完全自動化された無人の生産・整備工場を造っていた。
ガラクシアは「ガラクシア機構」という軍団を形成しており、いくつもあるバリエーションの全てが同じ名で呼ばれる。中でも「リーダーシステム」たる赤いガラクシアは、華奢な見た目に反する高い戦闘能力と、妙に人間臭く高い思考能力を持ち、並の兵士や機動兵程度ではたったの一体ですら倒すことができない。計画達成の為の作戦立案や全体指揮もこのタイプが行う。分身の青タイプは、赤タイプに比べると機械的な思考で戦闘能力も劣り、主に前線での戦闘指揮が役目。チビガラクシアにも増殖元によって赤と青が存在し、本体の随伴兵やバックアップとしてサポートする。Eマテリアル素子の集合体である身体は高い修復能力を持ち、中途半端な攻撃は全く通用しない。他に物質変換能力を使って腕を武器にしたり、身体を爆弾に変化させて自爆、高度なハッキング能力を使ってビッグEへのクラッキングも行った。
エリンシエルートでは、海軍戦史資料センターから奪った当時のビッグE運行データよりガラクシア王国の空間座標を特定し、ビッグEを無力化してガラクシア4号で空の残骸に辿り着く。その後、計画の最終段階である「ガラクシア落とし」を発動。残骸を帝都に直接落とすことで、帝国中枢の壊滅を画策する。しかし、カルによって地上部隊によるビーコン波誘導が阻止されたことで、空にいるガラクシア達は各残骸に直接取り付いて落下をコントロールする作戦を実行。それを阻止すべく駆けつけたエリンシエ指揮下のビッグEと最終決戦を行う。これに敗れて最後の一体となったガラクシアは、ビッグEの甲板へ降り立ち全乗員に対して戦いに勝利したことへの賛辞を述べ、今後この世界をどう導いて行くのか？という敗者から勝者への問いかけを発した後に自爆した。
ミルスキルートでは、ビッグEの機能が計画の最終段階直前で回復したため、ガラクシア4号は撃墜されガラクシア落としは未然に阻止される。だがガラクシアは、潰えた計画に代わる第二の計画を発動。自分達の工場だった地下Eプラントに仕掛けておいた熱爆弾で、帝都の破壊を実行しようとする。しかし、協力者であったクロウサーは実は爆弾を仕掛けてなどおらず、全ての計画が潰えたガラクシアは准将と共に自爆した。事件が終わった後、最後に残されていた戦闘能力の無い分体は帝都の東の丘でチビガラクシア達と一緒に農業をしており、そこを訪れたミルスキと会話を交わした。会話途中でEDに入るためその結末は描かれておらず、破壊された、破壊されずにおかれた、どちらとも取れる終わり方となっている。